# Turdus helleri
Turdus helleri là một loài chim trong họ Turdidae.